# 諾蘭爵士
諾蘭·蘭布羅扎（英語：Nolan Lambroza），以其藝名諾蘭爵士（英語：Sir Nolan）而闻名。是來自美國加利福尼亞州洛杉矶的作曲家、音樂製作人。